# 大島貞恭
大島 貞恭（おおしま さだゆき、1842年10月20日（天保13年9月17日） - 1898年（明治31年）3月31日）は、日本の陸軍軍人。最終階級は陸軍少将。幼名・恭次郎。

## 経歴
但馬国（現在の兵庫県 ）出身。兵学者・兵学侍講御用掛、大島貞薫の二男として生まれる。明治元年5月（1868年6月-7月）、兵学校方助役に就任。以後、三等教授、大阪兵学家御用掛、兵学少助教、兵学中助教、兵学少教授を経て、1875年（明治8年）1月、陸軍士官学校御用兼勤となる。陸士教官を経て、同年9月、陸軍省参謀局第4課勤務（七等出仕）となる。1877年（明治10年）1月、同課長心得に就任し、同年4月、陸軍少佐に任官。同月、第4課長に就任し、征討軍団付となり西南戦争に出征した。
1878年（明治11年）12月、参謀本部編纂課長に就任し、同管東局員に転じて、1882年（明治15年）2月、陸軍中佐に昇進。1883年（明治16年）2月、参謀本部電信課長に就任し、兼陸大教授、陸大教授専任、陸大教官を務め、1887年（明治20年）11月、陸軍大佐に昇進した。
1889年（明治22年）3月から1890年（明治23年）10月までドイツに留学した。1893年（明治26年）12月に休職し、1894年（明治27年）8月、留守歩兵第2旅団長として復帰。1895年（明治28年）6月に休職し、1896年（明治29年）1月、陸軍少将に進級と同時に予備役に編入された。同年4月、後備役となった。

## 栄典
- 1885年（明治18年）11月19日 - 勲三等旭日中綬章[4]
- 1897年（明治30年）6月14日 - 勲二等瑞宝章[5]